# Le Barnos
Le Barnos sono un quartetto comico sammarinese.
I componenti del gruppo sono:
- Andrea Tamagnini (n. 30 ottobre 1971)
- Marco Tamagnini (n. 13 febbraio 1969)
- Gianni Bardi (n. Forlì, 24 giugno 1972)
- Aleksandra Di Capua (n. 15 gennaio 1972).

Il gruppo inizia la carriera nel 1995 partecipando a svariati concorsi, e spettacoli di piazza. Appare in televisione presso il Maurizio Costanzo Show, Striscia la notizia e Blob.
Nel 2007 e 2008 partecipano al programma televisivo Zelig.